# هوية يهودية

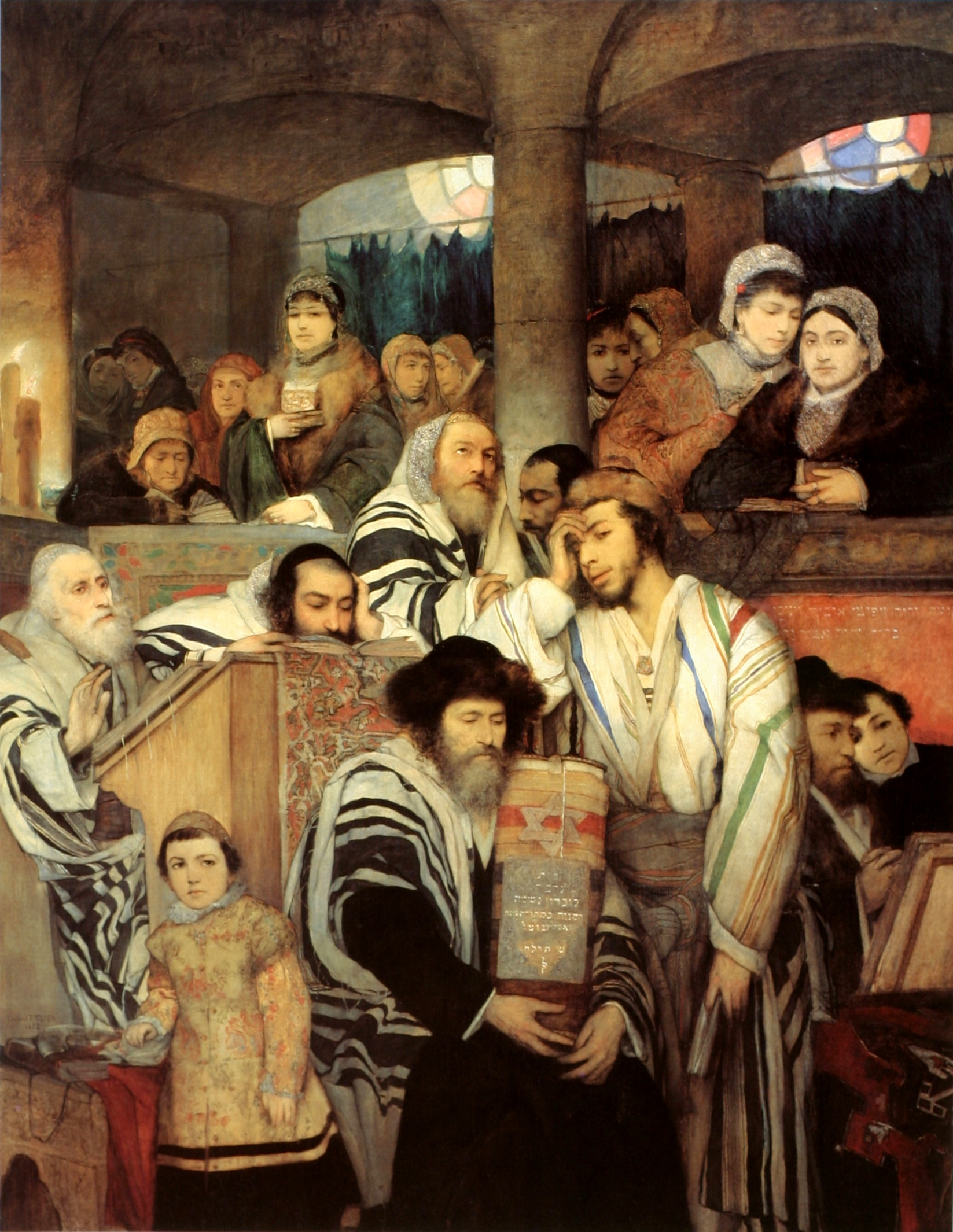

الهوية اليهودية هي وصف موضوعي أو ذاتي لفرد ما كيهودي وإلى كونه يهوديًا. وبموجب التعريف الأوسع، تعريف الهوية اليهودية لا يتوقف على عدم إعتبر الشخص كيهودي من قبل الآخرين، أو من قبل التعاريف التي تتبع القواعد الدينيّة، أو القانونيّة، أو الاجتماعية. الهوية اليهودية لا تتوقف فقط على مفهوم العقيدة الدينية.
وفقًا لذلك، يمكن أن تكون الهوية اليهودية هوية ثقافيّة أيضًا. الأفراد المرتبطين في الهوية اليهودية يمكن أن ينطوي على علاقات مع المجتمع اليهودي. في اليهودية التقليدية تعتمد تحديد وتعريف اليهودي على قواعد يهودية دينية تعتمد أساس النسب الأمومي. وفقًا للشريعة اليهودية، جميع أولئك الذين ولدوا من أم يهودية يُعدّون من اليهود، بغض النظر عن المعتقدات الشخصية أو مستوى الالتزام الديني. اليهود الملحدون قد يتماهى مع الهوية اليهودية. في حين أن الغالبية المطلقة من الأفراد المتماهين مع هذه الهوية هم من الناحيّة العرقية ينتمون للشعب اليهودي، فإن الأفراد قد ولدوا من خلفية يهودية مختلطة أو غير يهودية قد يتماهون من الهوية اليهودية.(انظر نصف يهودي للاستزادة)

## أسس الهوية اليهودية
يمكن فصل الهوية اليهودية إلى ثلاث أسس منفصلة ومستقلة:
- الانقسامات العرقية اليهودية: والتي تتألف من الأفراد ذوي أصول من الأشكناز، والسفارديم واليهود الشرقيين أو بشكل أكثر تحديدًا، أولئك اليهود الذين بكل المقاييس العلمانية هي من نسل أولئك الذين كانوا المهجر من قبل الرومان في سنة 100 قبل الميلاد مما أدى إلى الشتات اليهودي. وتشمل هذه الفئة اليهود المتخفيين أو نسل اليهود المتحولين عن دينهم الذين فروا من إسبانيا في وقت محاكم التفتيش.
- الديانة اليهودية: تشمل الأفراد اليهود الذين يتبعون التعاليم الدينية اليهودية.
- الثقافة اليهودية: وتشمل اليهود الذين في اتصال مع تراثهم الحضاري اليهودي وليس من خلال المعتقدات الدينية وإنما من خلال اللغة والأدب، والفن، والرقص، والموسيقى، والغذاء، والإحتفالات للشعب اليهودي.

## المفهوم الثقافي والنسبي
يمكن أن تكون الهوية اليهودية ثقافيَّة ودينيَّة و / أو من خلال النسب. هناك مكونات دينية وثقافية وأسلاف للهوية اليهودية بسبب طبيعتها الأساسية غير التبشيرية، في مقابل الهوية المسيحية أو الإسلامية والتي هي ديانات «عالمية» من حيث أنها تنسب إلى فكرة أن إيمانهم يهدف إلى نشره في جميع أنحاء البشرية، بغض النظر عن الجنسية، (ومع ذلك، ولكن بدرجة أقل بكثير من تاريخها في حالة المسيحية). ومع ذلك، فإن الهوية اليهودية تتشابك بشدة مع الأصول يهودية التي تعود إلى مملكة إسرائيل التاريخية، والتي كانت مستعمرة إلى حد كبير من قبل الإمبراطورية الرومانية في حدود القرن الأول الميلادي، مما أدى إلى ما يعرف اليوم باسم «الشتات اليهودي».

## في علم الاجتماع المعاصر
بدأت الهوية اليهودية تستحوذ على اهتمام علماء الاجتماع اليهود في الولايات المتحدة بنشر «دراسات ليكفيل» التي وضعها مارشال سكيلر. ومن بين الموضوعات الأخرى التي تم استكشافها في الدراسات كانت فكرة سكلير عن «اليهودي الجيّد». حيث كان «اليهودي الجيد» في الأساس شكلاً مثاليًا للهوية اليهودية كما عبر عنه المستطلعون في ليكفيل. اليوم أصبحت المقاييس الاجتماعية للهوية اليهودية مصدر قلق للاتحادات اليهودية التي رعت العديد من الدراسات المجتمعية في جميع أنحاء الولايات المتحدة؛ وقد شكلَّت القرارات السياسية (في مجالات مثل التمويل، والبرمجة وما إلى ذلك) في جزء منها بسبب الدراسات على الهوية اليهودية.

## معاداة السامية والهوية اليهودية
وفقاً لسيمون هيرمان الباحث في علم النفس الاجتماعي، تلعب معاداة السامية دوراً في تشكيل الهوية اليهودية. ويُردد هذا الرأي من قبل الزعماء الدينيين مثل الحاخام جوناثان ساكس الذي كتب أن المجتمعات اليهودية الحديثة والهوية اليهودية الحديثة تتأثر بعمق من معاداة السامية.